# Cascajares de la Sierra
Cascajares de la Sierra – gmina w Hiszpanii, w prowincji Burgos, w Kastylii i León, o powierzchni 6,81 km². W 2011 roku gmina liczyła 41 mieszkańców.